# Kostia Testut
Pour les articles homonymes, voir Testut.
Kostia Testut est un réalisateur et scénariste franco-suisse.

## Biographie
Kostia Testut est élevé entre Paris, Dakar et Arcueil. Diplômé d’une maîtrise de sciences de l’information à l’université Sorbonne-Nouvelle-Paris-III, il poursuit ses études à la Fémis, au sein du département scénario dont il sort diplômé en 2006. Son tuteur de dernière année est Jean-Claude Carrière.
En 2007, avec Paul Calori, il écrit et réalise Le Silence des machines, produit par Arte et sélectionné notamment au Festival international du court métrage de Clermont-Ferrand.
En 2012, il obtient son CAP de projectionniste. Engagé au Cinéma Le Brady, il y restera près de 3 ans.
En 2016, Kostia Testut passe au long métrage avec Sur quel pied danser en co-réalisation avec Paul Calori, pour lequel il devient lauréat de la Fondation Gan pour le Cinéma. En 2016, le film a les honneurs de la 30e édition du Festival du film de Cabourg.
En 2019, il réalise le court métrage Col roulé cachemire, avec Philippe Rebbot dans le rôle principal.